# Đại học Garissa
Đại học Garissa là một trường đại học công lập ở Garissa, Kenya. Trường được thành lập vào năm 2011. Thư viện của trường được thành lập vào năm 1996. Hiệu trưởng của trường là Ahmed Warfa, phó hiệu trưởng là Kirimi Kiriamiti và Genevieve Mwayuli. Trường có 75 nhân viên.
1. ↑  Facts and Figures Lưu trữ ngày 4 tháng 4 năm 2015 tại Wayback Machine, Garissa University College
2. ↑  Library Lưu trữ ngày 4 tháng 4 năm 2015 tại Wayback Machine, Garissa University College
3. ↑  "Garissa University College". Bản gốc lưu trữ ngày 4 tháng 4 năm 2015. Truy cập ngày 3 tháng 4 năm 2015.